# Pelagornis miocaenus
Pelagornis miocaenus — типовий вид пелагорнісів виявлений в ранньоміоценових відкладеннях (Аквітанія, Франція) віком близько 20 мільйонів років. Оригінальний екземпляр мав ліву плечову кістку розміром майже з людську руку. Наукова назва роду та виду — це «найбільш позбавлене уяви назва, будь-коли застосоване до скам'янілостям» на думку американського палеонтолога і орнітолога Сторрса Лавджоя Олсона (Смітсонівський інститут), так як жодним чином не відноситься до приголомшливих і безпрецедентних розмірів птиці, а просто означає «міоценова морська птиця».